# Eksa
Eksa (E) – przedrostek jednostki miary oznaczający mnożnik 1 000 000 000 000 000 000 = 1018 (trylion). Na przykład 1018 m = 1 Em (eksametr).

## Eksa a eksbi
W informatyce oznacza on częściej 260 = 10246 = 1 152 921 504 606 846 976, np. 1 EB (eksabajt) to 260 bajtów. Ilość pamięci jaką teoretycznie mogą zaadresować procesory 64-bitowe to 264 bajtów, czyli 16 EB.